# Skånela IF
Skånela IF (IF = Idrottsförening, deutsch: Sportverein) ist ein schwedischer Handballverein aus Märsta.
Heimspielstätte des Vereins ist die Vikingahallen.
Die erste Damen-Mannschaft war im Jahr 1992 schwedischer Meister. Sie stieg nach der Saison 2008/2009 aus der Elitserien, der höchsten schwedischen Spielklasse, in die Division 1 norra ab. 2013 kehrte Skånela in die Elitserien zurück, in der die Mannschaft zwei Spielzeiten antrat.
Die erste Herren-Mannschaft spielte in der Saison 2007/2008 noch in der Allsvenskan, der zweithöchsten Spielklasse bei den Männern. Nachdem die Herren in der Saison 2009/2010 in der Division 1 (die dritte Liga bei den Männern) spielten, gelang der Mannschaft bis zum Jahr 2012 in die Elitserien aufzusteigen. Ein Jahr später musste die Mannschaft jedoch den Gang in die Zweitklassigkeit antreten. In der Saison 2024/25 spielte Skånela IF nochmals in der höchsten schwedischen Spielklasse.